# Famille Alidosi
Pour les articles homonymes, voir Alidosi.
 (juillet 2024).
La famille Alidosi est une famille noble italienne qui tint, avec quelques interruptions, la seigneurie de la ville d'Imola en Romagne de la fin du XIIIe siècle au début du XVe siècle.

## Historique
La famille est originaire de la vallée du Santerno, un affluent du fleuve Reno qui arrose la Romagne.
La première mention d'un Alidosi se trouve dans un acte, où il agit en tant que témoin, en 1152. le nom apparait ensuite régulièrement dans des actes.
Au tout début du XIIIe siècle les Alidosis possèdent un château sur le mont Massa di Sant Anbrogio sur la commune de Castel del Rio dans les Apennins du nord.
Le premier Alidosi à gouverner Imola est Litto Ier qui est nommé capitaine du peuple en 1278.
Le dernier est Ludovico qui est chassé par les Visconti agissant pour les États pontificaux en 1424
À la perte d'Imola en 1424 les Alidossi se retirèrent dans leur fief de Castel del Rio.
En 1638, le pape Urbain VIII leur retira ce fief dont ils avaient assurés la seigneurie pendant plus de quatre cents ans pour l'intégrer dans les territoires de l'Église.

## Armes

Blason des Alidosi.

## Seigneurs d'Imola
- Litto I Alidosi (capitaine du peuple 1278-1288)
- de 1288 à 1290, Imola est sous domination des États pontificaux
- Alidosio Alidosi 1290-1293, (en association avec son frère Mainardo Alidosi)
- de 1293 à 1296, Imola est gouvernée par Bologne
- de 1296 à 1299, Imola est gouvernée par Uguccione della Faggiuola
- de 1299 à 1302, Imola est sous domination des États pontificaux1299-1302
- Alidosio Alidosi 1302-1311 (deuxième règne)
- de 1311 à 1334, Imola est sous domination des États pontificaux
- Litto II Alidosi 1334-1350
- Roberto Alidosi 1350-1362
- Azzo Alidosi 1362-1363
- Rinaldo Bulgarello 1363-1365
- Azzo Alidosi (deuxième règne) 1365-1372
- Bertrando Alidosi 1372-1391
- Ludovico Alidosi 1391-1424 (en association avec son oncle Lippo Alidosi de 1391 à 1396)
- en 1424 Imola passe sous domination des États pontificaux